# Flightradar24
Flightradar24 est un site web de traçage de vols du trafic aérien (en anglais : Flight tracking). Sa vocation est d'afficher des informations en temps réel sur le vol d'avions commerciaux ou privés grâce aux données transmises par le transpondeur ADS-B équipant les aéronefs.

## Historique
Le site a été créé en 2007 par la société suédoise Svenska Resenätverket AB.

## Description
Le site positionne les avions sur une carte, aussi bien ceux de ligne que les cargos, en précisant les données de vol et les caractéristiques de l'appareil. L'aviation légère est également couverte, mais la couverture est généralement moins bonne, les aéronefs volant à des altitudes plus basses. Les données sont envoyées aux radars au sol en réponse à leur interrogation, ou spontanément.
L'équipement de réception, devenu peu onéreux, permet à des stations bénévoles au sol d'envoyer les données reçues des avions à des sites comme Flightradar24 ou Planefinder.
Ainsi peuvent être consultées des données telles que l'aéroport de départ et d'arrivée, la compagnie, le type et le numéro de l'appareil, l'altitude, la vitesse. La route suivie par l'avion est également affichée. 
Certaines données, non transmises par l'avion, sont ajoutées par les sites à l'aide de bases de données. Par exemple, des photos de l'appareil sont consultables, fournies par les utilisateurs inscrits du site jetphotos.net.
Des historiques sont également disponibles, par numéro de vol ou numéro d'appareil. Il est également possible de revisionner tous les mouvements survenus dans le monde en fonction de l'heure et de la date.
Il existe certaines fonctionnalités supplémentaires, tel que des informations générales sur des aéroports internationaux (y.c. tableau des départs et arrivées et avis des utilisateurs), le taux de vols retardés et annulés par aéroport ainsi que des filtres. Le site peut également afficher les vols les plus suivis, en comparant l'activité de tous les utilisateurs. Il est possible d'ajouter des alertes sur certains vol, selon la volonté de l'utilisateur ou sous proposition du site (vol marquants, tel que des essais de vol, vol transportant une équipe sportive nationale, etc.).
Le site propose également des cartes interactives, tel que les conditions météorologiques en fonction des régions du monde (précipitations, éruptions volcaniques, etc.), mais aussi les zones sujettes au brouillage GPS. Il est également possible d'afficher les routes aériennes ainsi que les aides à la navigation.

## Avions suivis
Tous les aéronefs équipés d'un transpondeur ADS-B enclenché et/ou d'un FLARM enclenché sont suivis par le système et par conséquent visibles sur Flightradar24, entre autres :
- Tous les types d'Airbus (A220, A300, A310, A318, A319, A320, A321, A330, A340, A350, A380, A400M, Beluga)
- ATR 72-600 (uniquement les derniers exemplaires livrés)
- Bombardier Q400
- British Aerospace ATP
- British Aerospace Avro RJ (RJ70, RJ85, RJ100)
- Boeing (717, 727, 737, 747, 757, 767, 777, 787)
- Canadair Regional Jet (CR7, CRK)
- Embraer E145, E170, E190
- Fokker 70 et 100
- Gulfstream V, G500/G550
- McDonnell Douglas (DC-10, MD-11)
- Sukhoï Superjet 100
- Quelques modèles d'Antonov (dont l'An-225), d'Iliouchine (comme le Il-96) et de Tupolev (comme le Tu-204)
- Les avions légers, ULM, planeurs, hélicoptères équipés de transpondeur Mode S.
- Air Force One

En 2015, le site suit 15 000 avions simultanément.

## Protection des données
Le site n'affiche en principe pas les avions volant sous statut militaire (y compris les avions de corps diplomatique). Cependant il est parfois possible que des avions de l'armée américaine soient affichés sur le site. 
Certains appareils déposent également des demandes auprès de l'Administration fédérale de l'aviation américaine (FAA) afin de disposer du statut LADD (en anglais : Limiting Aircraft Data Displayed). Ce statut peut être utilisé à l'international. Les aéronefs bénéficiaire de ce statut n'affichent pas d'informations quant à l'indicatif de l'appareil ou de l'immatriculation. Ils apparaissent sur le site comme « N/A ».

## Acquisition des données
Les informations sont collectées, suivant le principe de production participative (crowdsourcing), par plus de 13 000 bénévoles munis de récepteurs ADS-B qui permettent de suivre les avions équipés d'un transpondeur Mode S.

## Territoires couverts
Flightradar24 couvre plus de 90 % de l'Europe et offre une couverture partielle des États-Unis, du Canada, de l'Australie, de la Nouvelle-Zélande, du Brésil, du Moyen-Orient, de l'Afrique du Nord, du Japon, de l'Ukraine, de la Russie, de la Biélorussie et de nombreux autres pays.

## Modèle d'affaires
Bien que la consultation des informations soit gratuite, certaines informations nécessitent un abonnement payant afin de pouvoir être consultées.

### Site officiel (FR24)
1. ↑  (en) Flightradar24, « Live Flight Tracker - Real-Time Flight Tracker Map », sur Flightradar24 (consulté le 27 mai 2024)
2. ↑  (en) Flightradar24, « Live Flight Tracker - Real-Time Flight Tracker Map », sur Flightradar24 (consulté le 27 mai 2024)
3. ↑  (en) Flightradar24, « Live Flight Tracker - Real-Time Flight Tracker Map », sur Flightradar24 (consulté le 27 mai 2024)
4. 1 2  (en) « Live Flight Tracker - Real-Time Flight Tracker Map / Flightradar24 », sur Flightradar24 (consulté le 11 octobre 2020).
5. ↑  (en) Flightradar24, « Flightradar24.com - Live flight tracker! », sur Flightradar24 (consulté le 26 juillet 2017)